# Dresden (região)
Dresden ou Dresda é uma região administrativa (Regierungsbezirke) da Alemanha. Sua capital é a cidade de Dresden.

## Subdivisões administrativas
A região de Dresden está dividida em 8 distritos (kreise) e 3 cidades independentes (Kreisfreie Städte), que não pertencem a nenhum distrito.
- Kreise (distritos):

1. Bautzen
2. Kamenz
3. Löbau-Zittau
4. Meißen
5. Niederschlesischer Oberlausitzkreis
6. Riesa-Großenhain
7. Sächsische Schweiz
8. Weißeritzkreis

- Kreisfreie Städte (cidades independentes):

1. Dresden
2. Görlitz
3. Hoyerswerda